# Copa del Generalísimo 1975/76
Die Copa del Generalísimo 1975/76 war die 72. Austragung des spanischen Fußballpokalwettbewerbes, der heute unter dem Namen Copa del Rey stattfindet.
Der Wettbewerb startete am 11. Oktober 1975 und endete mit dem Finale am 5. Juli 1976 im Estadio Santiago Bernabéu in Madrid. Titelverteidiger des Pokalwettbewerbes war Real Madrid. Den Titel gewann Atlético Madrid durch einen 1:0-Erfolg im Finale gegen Real Saragossa. Damit qualifizierten sich die Madrilenen für den Europapokal der Pokalsieger 1976/77.

## Erste Runde
Die Hinspiele wurden am 11. und 12. Oktober, die Rückspiele am 15. Oktober und 16. November 1975 ausgetragen.
|                          | Gesamt        |                           | Hinspiel | Rückspiel |
| ------------------------ | ------------- | ------------------------- | -------- | --------- |
| Albacete Balompié        | 3:3 5:6 i. E. | CD Pegaso                 | 3:1      | 0:2       |
| Club Siero               | 1:3           | CD Málaga                 | 1:0      | 0:3       |
| CD Constancia            | 1:3           | Real Murcia               | 1:0      | 0:3       |
| Club Lemos               | 0:6           | Rayo Vallecano            | 0:1      | 0:5       |
| Castilla CF              | 4:6           | AD Almería                | 2:2      | 2:4       |
| Zamora CF                | 1:5           | Bilbao Atlético           | 1:2      | 0:3       |
| CD Mestalla              | 3:2           | CD Salmantino             | 2:0      | 1:2       |
| CD San Fernando          | 2:4           | Real Jaén                 | 2:1      | 0:3       |
| Atlético Madrileño       | 6:2           | CD Díter Zafra            | 5:0      | 1:2       |
| Real Valladolid          | 5:1           | FC Girona                 | 3:0      | 2:1       |
| FC Terrassa              | 0:1           | CD Laredo                 | 0:0      | 0:1       |
| RCD Mallorca             | 1:4           | FC Cádiz                  | 1:1      | 0:3       |
| CD Tudelano              | 4:3           | SDC Michelín              | 3:1      | 1:2       |
| Racing de Ferrol         | 1:0           | CD Colonia Moscardó       | 0:0      | 1:0       |
| Gimnástico de Tarragona  | 4:3           | SD Huesca                 | 3:1      | 1:2       |
| CD Turón                 | 6:7           | CD Masnou                 | 5:2      | 1:5       |
| FC Burgos                | 5:3           | Real Unión                | 4:2      | 1:1       |
| Deportivo Alavés         | 4:1           | CD Badajoz                | 3:0      | 1:1       |
| Cultural Leonesa         | 3:2           | CD Castellón              | 2:0      | 1:2       |
| CF Gandía                | 2:4           | Linares CF                | 1:3      | 1:1       |
| CD Mirandés              | 5:4           | Sestao SC                 | 3:1      | 2:3       |
| FC Barcelona Atlètic     | 2:3           | CD Getafe                 | 2:1      | 0:2       |
| CD Villena               | 4:4 3:5 i. E. | Deportivo Xerez           | 2:1      | 2:3       |
| Vinaroz CF               | 2:5           | CD Sabadell               | 1:1      | 1:4       |
| CD Olímpico              | 5:6           | CA Osasuna                | 5:2      | 0:4       |
| CD Santurce              | 1:6           | CD Carabanchel            | 1:1      | 0:5       |
| CD Baskonia              | 2:1           | Atlético Ceuta            | 2:0      | 0:1       |
| FC Villarreal            | 4:2           | CD Eldense                | 2:1      | 2:1       |
| RC Portuense             | 0:4           | Recreativo Huelva         | 0:0      | 0:4       |
| CP Cacereño              | 3:5           | UP Langreo                | 2:0      | 1:5       |
| CD Ourense               | 2:1           | Ontinyent CF              | 1:0      | 1:1       |
| Real Linense             | 5:3           | Melilla CF                | 5:1      | 0:2       |
| FC Barakaldo             | 3:2           | CD Logroñés               | 2:1      | 1:1       |
| AD Torrejón              | 0:2           | CD Guecho                 | 0:1      | 0:1       |
| Deportivo La Coruña      | 2:3           | CD Gijón                  | 1:0      | 1:3       |
| SD Ibiza                 | 3:2           | CD Atlético Baleares      | 0:0      | 2:1       |
| CD Lugo                  | 1:5           | Celta Vigo                | 1:1      | 0:4       |
| CD Ensidesa              | 2:2 5:3 i. E. | Levante UD                | 1:0      | 1:2       |
| FC Palencia              | 1:4           | CD Talavera               | 1:2      | 0:2       |
| Club Imperio de Ceuta SD | 2:10          | Calvo Sotelo CF           | 0:4      | 2:6       |
| CD Lagun Onak            | 1:4           | CD Teneriffa              | 1:0      | 0:4       |
| SD Melilla               | 3:3 4:3 i. E. | FC Córdoba                | 0:0      | 3:3       |
| Jerez Industrial         | 0:1           | FC Algeciras              | 0:0      | 0:1       |
| CD Alfaro                | 0:1           | CD San Andrés             | 0:0      | 0:1       |
| CD Manresa               | 2:3           | FC Pontevedra             | 2:0      | 0:3       |
| Orihuela Deportivo CF    | 0:2           | Gimnástica de Torrelavega | 0:1      | 0:1       |
| SD Eibar                 | 1:4           | CA Marbella               | 0:1      | 1:3       |

## Zweite Runde
Die Hinspiele wurden am 3. Dezember 1975, die Rückspiele am 17. Dezember 1975 und am 6. Januar 1976 ausgetragen.
|                           | Gesamt        |                         | Hinspiel | Rückspiel |
| ------------------------- | ------------- | ----------------------- | -------- | --------- |
| Real Linense              | 2:3           | Gimnástico de Tarragona | 1:0      | 1:3       |
| Rayo Vallecano            | 0:4           | Racing de Ferrol        | 0:1      | 0:3       |
| CD Carabanchel            | 3:2           | AD Almería              | 3:1      | 0:1       |
| CD Baskonia               | 3:5           | CA Osasuna              | 2:2      | 1:3       |
| CA Marbella               | 3:4           | CD Tudelano             | 2:1      | 1:3       |
| CD Pegaso                 | 5:2           | Bilbao Atlético         | 5:1      | 0:1       |
| UP Langreo                | 1:5           | CD Tudelano             | 1:0      | 0:5       |
| CD Masnou                 | 2:6           | SD Ibiza                | 2:3      | 0:3       |
| FC Barakaldo              | 4:2           | Calvo Sotelo CF         | 2:2      | 2:0       |
| Real Jaén                 | 0:1           | Celta Vigo              | 0:0      | 0:1       |
| CD Sabadell               | 1:2           | FC Cádiz                | 1:0      | 0:2       |
| Deportivo Xerez           | 4:4 2:3 i. E. | CD Mestalla             | 2:1      | 2:3       |
| CD Ensidesa               | 2:2 1:5 i. E. | CD Getafe               | 2:1      | 0:1       |
| SD Melilla                | 1:3           | CD Málaga               | 1:1      | 0:2       |
| CD Mirandés               | 5:3           | CD Guecho               | 2:1      | 3:2       |
| Gimnástica de Torrelavega | 0:0 6:5 i. E. | CD Ourense              | 0:0      | 0:0       |
| CD Laredo                 | 1:5           | Real Valladolid         | 0:0      | 1:5       |
| FC Villarreal             | 2:3           | Atlético Madrileño      | 1:1      | 1:2       |
| FC Pontevedra             | 1:3           | CD Gijón                | 1:3      | 0:0       |
| FC Algeciras              | 0:5           | FC Burgos               | 0:1      | 0:4       |
| CD Talavera               | 4:3           | Cultural Leonesa        | 2:2      | 2:1       |
| CD San Andrés             | 4:2           | Linares CF              | 3:1      | 1:1       |
| Deportivo Alavés          | 4:6           | CD Teneriffa            | 1:0      | 3:6       |

- Recreativo Huelva erhielt ein Freilos.

## Dritte Runde
Die Hinspiele wurden am 6. und 14. Januar, die Rückspiele am 20., 21. und 28. Januar 1976 ausgetragen.
|                           | Gesamt |                   | Hinspiel | Rückspiel |
| ------------------------- | ------ | ----------------- | -------- | --------- |
| CD Tudelano               | 2:5    | Celta Vigo        | 1:1      | 1:4       |
| Atlético Madrileño        | 1:2    | Racing de Ferrol  | 1:0      | 0:2       |
| CD Gijón                  | 0:3    | CD Teneriffa      | 0:1      | 0:2       |
| Real Valladolid           | 2:0    | CD Carabanchel    | 1:0      | 1:0       |
| Gimnástica de Torrelavega | 1:3    | CD Talavera       | 1:2      | 0:1       |
| CA Osasuna                | 4:2    | CD Mirandés       | 3:0      | 1:2       |
| Gimnástico de Tarragona   | 0:3    | CD Pegaso         | 0:2      | 0:1       |
| FC Barakaldo              | 2:4    | CD San Andrés     | 2:0      | 0:4       |
| CD Mestalla               | 3:4    | SD Ibiza          | 3:1      | 0:3       |
| CD Málaga                 | 2:0    | CD Getafe         | 1:0      | 1:0       |
| FC Burgos                 | 2:4    | FC Cádiz          | 2:1      | 0:3       |
| Real Murcia               | 2:3    | Recreativo Huelva | 2:0      | 0:3       |

## Vierte Runde
Die Hinspiele wurden am 11. Februar, die Rückspiele am 17., 25. und 26. Februar 1976 ausgetragen.
|                   | Gesamt        |                  | Hinspiel | Rückspiel |
| ----------------- | ------------- | ---------------- | -------- | --------- |
| Atlético Madrid   | 2:1           | Racing Santander | 1:0      | 1:1       |
| FC Cádiz          | 3:3 1:2 i. E. | Celta Vigo       | 1:1      | 2:2       |
| RCD Español       | 2:1           | FC Elche         | 1:0      | 1:1       |
| Racing de Ferrol  | 2:6           | Real Madrid      | 1:2      | 1:4       |
| Sporting Gijón    | 5:4           | Atlético Bilbao  | 0:2      | 5:2       |
| Recreativo Huelva | 3:4           | UD Las Palmas    | 3:1      | 0:3       |
| SD Ibiza          | 2:6           | Real Saragossa   | 2:1      | 0:5       |
| Hércules Alicante | 2:0           | CD Pegaso        | 0:0      | 2:0       |
| CA Osasuna        | 1:2           | CD Málaga        | 1:1      | 0:1       |
| UD Salamanca      | 2:3           | FC Barcelona     | 1:0      | 1:3       |
| FC Sevilla        | 2:3           | FC Granada       | 1:1      | 1:2       |
| CD Talavera       | 1:3           | Real Oviedo      | 0:1      | 1:2       |
| FC Valencia       | 3:0           | CD San Andrés    | 3:0      | 0:0       |
| Real Valladolid   | 2:5           | Betis Sevilla    | 1:2      | 1:3       |

- Freilose: CD Teneriffa und Real Sociedad.

## Achtelfinale
Die Hinspiele wurden am 9. und 10. März, die Rückspiele am 7. und 15. April sowie am 4. Mai 1976 ausgetragen.
|                   | Gesamt |                 | Hinspiel | Rückspiel |
| ----------------- | ------ | --------------- | -------- | --------- |
| Betis Sevilla     | 3:2    | FC Valencia     | 2:0      | 1:2       |
| Celta Vigo        | 1:2    | Real Sociedad   | 0:0      | 1:2       |
| RCD Español       | 7:5    | CD Málaga       | 3:2      | 4:3       |
| Sporting Gijón    | 2:3    | Atlético Madrid | 1:2      | 1:1       |
| Hércules Alicante | 3:8    | UD Las Palmas   | 3:1      | 0:7       |
| FC Granada        | 4:6    | Real Saragossa  | 3:3      | 1:3       |
| Real Oviedo       | 0:4    | FC Barcelona    | 0:0      | 0:4       |
| CD Teneriffa      | 2:1    | Real Madrid     | 2:0      | 0:1       |

## Viertelfinale
Die Hinspiele wurden am 29. und 30. Mai sowie am 2. Juni, die Rückspiele am 5. und 9. Juni 1976 ausgetragen.
|               | Gesamt        |                 | Hinspiel | Rückspiel |
| ------------- | ------------- | --------------- | -------- | --------- |
| FC Barcelona  | 3:4           | Atlético Madrid | 2:3      | 1:1       |
| Betis Sevilla | 4:3           | RCD Español     | 3:1      | 1:2       |
| UD Las Palmas | 3:3 2:3 i. E. | Real Sociedad   | 3:1      | 0:2       |
| CD Teneriffa  | 1:2           | Real Saragossa  | 1:0      | 0:2       |

## Halbfinale
Die Hinspiele wurden am 12. und 13. Juni, die Rückspiele am 19. Juni 1976 ausgetragen.
|                | Gesamt |                 | Hinspiel | Rückspiel |
| -------------- | ------ | --------------- | -------- | --------- |
| Real Sociedad  | 1:2    | Atlético Madrid | 0:1      | 1:1       |
| Real Saragossa | 3:2    | Betis Sevilla   | 2:1      | 1:1       |

## Finale
| Atlético Madrid                                     | Atlético Madrid | Real Saragossa | Real Saragossa |
| --------------------------------------------------- | --- | --- | -------------- |
| Atlético Madrid                                     | \| 26. Juni 1976 in Madrid (Estadio Santiago Bernabéu) \| \| Ergebnis: 1:0 (1:0) \| \| Zuschauer: 80.000 \| \| Schiedsrichter: José Segrelles \| | \| 26. Juni 1976 in Madrid (Estadio Santiago Bernabéu) \| \| Ergebnis: 1:0 (1:0) \| \| Zuschauer: 80.000 \| \| Schiedsrichter: José Segrelles \|                                                                                               | Real Saragossa |
| Atlético Madrid                                     | Miguel Reina – José Luis Capón, Ramón Heredia, Eusebio Bejarano, Panadero Díaz – Marcelino Pérez, Ignacio Salcedo (76. Alberto Fernández), Eugenio Leal – Rubén Ayala, José Eulogio Gárate , Heraldo Bezerra (60. Francisco Aguilar) Cheftrainer: Luis Aragonés | Andrés Junquera – José Heredia (46. José Luis Rico), Juan Carlos Blanco, Manolo González, Ángel Royo – García Castany (79. Juanjo), Pepe González, Saturnino Arrúa, Juan Manuel Simarro – Laureano Rubial, Carlos Diarte Cheftrainer: Carriega | Real Saragossa |
| Atlético Madrid                                     | 1:0 José Eulogio Gárate (26.) | | Real Saragossa |
| Atlético Madrid                                     | Eusebio Bejarano (70.) | José Heredia (30.), Carlos Diarte (32.) | Real Saragossa |
| 26. Juni 1976 in Madrid (Estadio Santiago Bernabéu) | | |                |
| Ergebnis: 1:0 (1:0)                                 | | |                |
| Zuschauer: 80.000                                   | | |                |
| Schiedsrichter: José Segrelles                      | | |                |